# Dracula – död men lycklig
Dracula – död men lycklig, amerikansk-fransk film från 1995 i regi av Mel Brooks. Premiären i USA ägde rum den 22 december och i Sverige 16 augusti 1996 med en åldersgräns på 11 år. Filmen är en parodi på Bram Stokers Dracula med liknande karaktärer. När filmen släpptes på DVD i Sverige fick den titeln Det våras för Dracula.

## Rollista (urval)
- Leslie Nielsen - Greve Dracula
- Peter MacNicol - R.M. Renfield
- Mel Brooks - Dr Abraham Van Helsing
- Lysette Anthony - Lucy Westenra
- Clive Revill - Sykes
- Matthew Porretta - Stilig löjtnant på balen
- Anne Bancroft - Madam Ouspenskaya
- Harvey Korman - Dr Seward
- Steven Weber - Jonathan Harker

## Mottagande
Trots att Mel Brooks tidigare filmer ofta fått dålig kritik fick denna film ett mycket dåligt mottagande. Enligt hemsidan Rotten Tomatoes står det att 11% av fimkritikerna har gett den bra kritik. Dagstidningen Chicago Tribune gav däremot filmen en positiv recension och skrev att det var "Brooks bästa sedan Det våras för sheriffen".